# (3333) Schaber
(3333) Schaber (1980 TG5) – planetoida z pasa głównego asteroid okrążająca Słońce w ciągu 5,54 lat w średniej odległości 3,13 j.a. Odkryła ją Carolyn Shoemaker 9 października 1980 roku.